# Molophilus (Promolophilus) bilobulus
Molophilus (Promolophilus) bilobulus is een tweevleugelige uit de familie steltmuggen (Limoniidae). De soort komt voor in het Palearctisch gebied.